# L’Hôpital-Saint-Blaise
L’Hôpital-Saint-Blaise település Franciaországban, Pyrénées-Atlantiques megyében. Lakosainak száma 56 fő (2022. január 1.). L’Hôpital-Saint-Blaise Barcus, Chéraute, Gurs, Moncayolle-Larrory-Mendibieu és Préchacq-Josbaig községekkel határos.

## Népesség
A település népességének változása:
| Lakosok száma | 77   | 75   | 74   | 69   | 65   | 61   | 59   | 57   | 56   |
|               | 2013 | 2015 | 2016 | 2017 | 2018 | 2019 | 2020 | 2021 | 2022 |